# 赤玉紅酒
赤玉紅酒（日语：赤玉スイートワイン），日本紅酒品牌，最早在1907年（明治40年）由壽屋洋酒店（今三得利）開始製造、發售，是一種甜味果實酒。目前仍然在發售中。
三得利集團的名稱，源自於赤玉紅酒的品牌名稱。

## 歷史

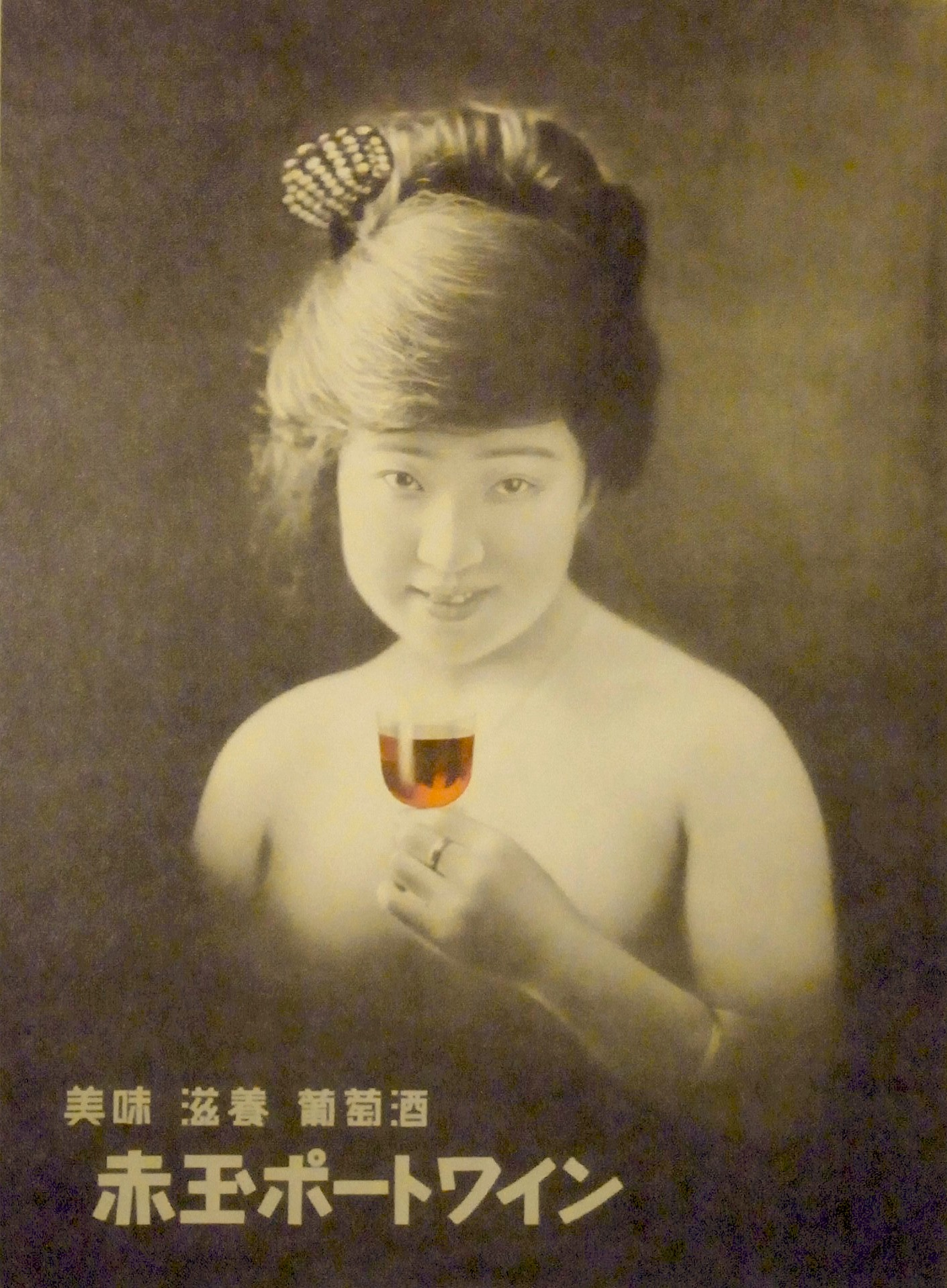
1922年开始销售的「赤玉スイートワイン」的海报

1899年，鳥井信治郎創立了鳥井商店，最初由外國輸入葡萄酒，在日本販售。鳥井信治郎希望能在日本製造出適合日本人口味的葡萄酒。為了適合日本人口味，在其中加入了大量甜味香料，歷經嘗試，最終製造出赤玉紅酒。1907年，赤玉紅酒開始在日本販售。
在大正時代後期，赤玉紅酒在日本紅酒市場的市佔率達到60%。